# Cry Baby (álbum)
Cry Baby es el álbum de estudio debut de la cantante y compositora estadounidense Melanie Martinez, lanzado mundialmente el 14 de agosto de 2015 por el sello discográfico Atlantic Records. Sirve como primera entrega de su proyecto de trilogía, representado el nacimiento de Cry Baby. La lista de canciones sigue la historia onírica pero aterradora del alter ego de Melanie, "Cry Baby", una niña que crece en una familia rota y aprende a navegar por el mundo. Acompañado de videos musicales al estilo de Tim Burton y un libro ilustrado por Chloe Tersigni, el álbum explora temas como la cirugía plástica y los lados oscuros de las relaciones familiares y románticas.

## Antecedentes y desarrollo
En 2012, Melanie Martínez audicionó para la tercera temporada del concurso de talentos estadounidense The Voice de la NBC, con una versión jazz de «Toxic» de Britney Spears. Después de ser elegida por Adam Levine para formar parte de su equipo, pasó ocho episodios en el programa antes de ser eliminada. Tras salir, comenzó a elaborar su trabajo debut que resultó como el EP Dollhouse (2014). Este ingresó en el cuarto puesto de Heatseeker Albums e incluyó cuatro canciones escritas por Martínez, tres de ellas junto a Kinetics & One Love. En 2014, mientras se encontraba promocionando el disco, comenzó a trabajar en su primer álbum de estudio; asimismo, reveló que llevaría por nombre Cry Baby y sería publicado a principios de 2015.
Para el material, Martínez utilizó canciones que escribió durante su participación en The Voice, no obstante, comentó que su forma de escribir «había cambiado, por supuesto. Solía estar inspirada al escribir con una guitarra. Ahora no puedo tocar la guitarra acústica, solo eléctrica. Ahora estoy más concentrada en el concepto». Igualmente, volvió a colaborar con Kinetics & One Love, sobre lo que dijo: «fue increíble, porque ellos estaban abiertos a experimentar con sonidos de juguetes por horas y ver películas de Tim Burton en las sesiones antes de escribir». También recibió ayuda de otros escritores y productores como Kara DioGuardi, Scott «Babydaddy» Hoffman y Bryan «Frequency» Fryzel. Algunas pistas planeadas para estar en Cry Baby fueron interpretadas durante el Dollhouse Tour (2014), pese a que no todas figuraron, ya que según la cantante «había canciones que definitivamente quería en el álbum, pero había un par de ellas que sonaban muy similares, así que depende del concepto y si uno es más fuerte que el otro».

## Composición
Cry Baby es un álbum conceptual que cuenta la historia de Cry Baby, personaje epónima creada por Martínez y descrita como «vulnerable, insegura y muy emocional al comienzo» y  que a lo largo de la historia «experimenta diferentes cosas, por lo que comienza a crecer como persona y a aprender de sus experiencias». El nombre del personaje es un apodo por el cual solían llamar a Martínez en su adolescencia por ser «demasiado sensible y emocional». Si bien parte de las pistas de la obra están inspiradas en momentos de la vida de la intérprete, algunas representan situaciones ficticias ya que según ella siempre le ha gustado «escribir canciones acerca de las cosas que mucha gente no suele hacerlo, porque es un tema incómodo o simplemente los deprime». Asimismo, Martínez describe al trabajo como «una manera de superar mis inseguridades en muchas áreas de mi vida».
Las primeras cinco canciones fueron escritas por Martínez y el dúo Kinetics & One Love, mientras que fueron producidas por One Love, uno de los integrantes. El álbum abre con la pista homónima, que incluye lloriqueos y gritos de bebés como parte de su instrumentación, y habla sobre ella y las personas que son sensibles y emocionales.
Además de contener los créditos, el folleto del álbum es un cuento ilustrado que relata una historia con cada canción de la edición estándar de forma cronológica.

## Lanzamiento
El álbum debutó en la posición número 6 del Billboard 200 con 46 000 unidades vendidas en su primera semana de lanzamiento, convirtiéndose en el mejor debut de un concursante de The Voice. Llegó a la primera posición del Top Alternative Albums en Estados Unidos y entró al top 10 del Canadian Albums. El vinilo y CD traen un embalaje especial el cual incluye un libro que sigue la historia del álbum. Los gráficos y demás del mismo fueron realizados por el ilustrador Chloe Tersigni.
Cry Baby's Extra Clutter es el tercer EP de la cantante. Fue lanzado el 25 de noviembre de 2016. Esta edición contiene cuatro nuevas canciones no incluidas en la versión estándar del álbum "Play Date", "Teddy Bear", "Cake", "Gingerbread Man". Este EP solo está disponible en formato de vinilo y es exclusivo de Urban Outfitters. También está disponible en la tienda web de la cantante.

## Recepción
Allan Raible en ABC News le dio al álbum una calificación de 4,5 estrellas de 5, y lo describió como "un disco discordante, e infectante que se quedara contigo días después de escucharlo. No es para la escucha pasiva. Es un raro disco de pop pegadizo que va a la vez más allá de la creencia y un triunfo artístico.
Jason Scott en Popdust.com describió el álbum como "13 pistas de felicidad pura hipnótica [que] pone a prueba los límites absolutos del pop, con el pinchazo y sangría de la influencia de [Martinez] Lesley Gore y Purity Ring, destacando las canciones "Sippy Cup", "Mrs Potato Head", "Soap", "Cry Baby" y "Alphabet Boy". Además, José Valle en The Daily Tar Heel llamó a Cry Baby su segundo álbum favorito del año.
Jason Lipshutz de la revista Billboard fue el mejor con el álbum, dándole 5 estrellas de 5, afirmando que "Martinez se asemeja claramente a los estilos pop de Lorde y Lana del Rey, pero mientras su estilo utiliza las mismas poses femme fatale, el disco es muy bueno. También dijo que el álbum "muestra que Martínez es admirablemente ambiciosa, pero su insistencia en aferrarse a la idea central del disco la deja retorciéndose en posiciones incómodas".
La revista SPIN incluyó el álbum en su lista de los 25 mejores álbumes pop de 2015 llegando en la posición número 22 de dicha lista".

## Sencillos
- «Pity Party» fue lanzado como el primer sencillo del álbum. El video musical de la canción fue lanzado en Vessel por Martínez el 29 de mayo de 2015 para usuarios con acceso temprano. También fue estrenado en el canal de YouTube de la cantante 3 días después el 1 de junio de 2015.
- «Soap» fue lanzado como el segundo sencillo del álbum el 10 de julio de 2015 junto con otro video musical.
- «Sippy Cup» fue lanzado como el tercer sencillo del álbum el 31 de julio de 2015, junto con su respectivo video musical. Esta canción es la secuela más oscura del sencillo Dollhouse lanzado en 2014.
- «Play Date» fue anunciado como cuarto sencillo en 2020, ya que la canción ha cobrado éxito gracias a la plataforma y red social TikTok; fue anunciado por Melanie junto con su respectivo lyric video y video musical.

### Otras canciones
Martínez dijo en una entrevista que haría vídeos musicales para cada una de las canciones del álbum. La canción «Training Wheels» tuvo un vídeo musical lanzado el 18 de noviembre de 2015 como una doble presentación junto con una nueva versión del vídeo musical de «Soap», de cualquier forma la canción no fue confirmada como sencillo por la cantante. El 14 de marzo de 2016, Martínez lanzó el vídeo de la canción homónima que da nombre al álbum, «Cry Baby». «Alphabet Boy» estrenó un vídeo musical el 2 de junio de 2016. El 23 de agosto del presente año el Feature «Tag, You're It» y «Milk and Cookies» fue lanzado, después de un mes desde que Melanie lo anunció, eso causó desesperación entre sus seguidores, el vídeo en menos de dos días alcanzó el millón de vistas. El 15 de noviembre de 2016 lanzó el vídeo de la canción «Pacify Her».
EL 1 de diciembre de 2016 lanzó el vídeo de la canción «Mrs. Potato Head» siendo el vídeo más gráfico hasta la fecha, se lo anunció luego del lanzamiento de su perfume.
Su último vídeo musical y el más esperado por los fanáticos de Melanie Martínez, «Mad Hatter», se lanzó el 23 de septiembre de 2017. Al final sorprendió con efectos ópticos espectaculares.

## Lista de canciones
| N.º   | Título             | Escritor(es)                                                             | Productor(es)                                       | Duración |  |
| 1.    | «Cry Baby»         | Melanie Martínez · Jeremy «Kinetics» Dussolliet · Tim «One Love» Sommers | One Love                                            | 3:59     |  |
| 2.    | «Dollhouse»        | Martínez · Dussolliet · Sommers                                          | One Love                                            | 3:51     |  |
| 3.    | «Sippy Cup»        | Martínez · Dussolliet · Sommers                                          | One Love                                            | 3:15     |  |
| 4.    | «Carousel»         | Martínez · Dussolliet · Sommers                                          | One Love                                            | 3:50     |  |
| 5.    | «Alphabet Boy»     | Martínez · Dussolliet · Sommers                                          | One Love                                            | 4:13     |  |
| 6.    | «Soap»             | Martínez · Emily Warren · Kyle Shearer                                   | Shearer                                             | 3:29     |  |
| 7.    | «Training Wheels»  | Martínez · Scott Hoffman                                                 | Scott «Babydaddy» Hoffman                           | 3:25     |  |
| 8.    | «Pity Party»       | Martínez · Christopher J. Baran · Kara DioGuardi                         | Baran                                               | 3:24     |  |
| 9.    | «Tag, You're It»   | Martínez · Rick Markowitz · Scott Harris                                 | Rick «SmarterChild» Markowitz · Mike Miller*        | 3:09     |  |
| 10.   | «Milk and Cookies» | Martínez · Dussolliet · Markowitz                                        | SmarterChild · Michael Keenan*                      | 3:26     |  |
| 11.   | «Pacify Her»       | Martínez · Keenan · Chloe Angelides                                      | Keenan                                              | 3:40     |  |
| 12.   | «Mrs. Potato Head» | Martínez · Dussolliet · Sommers                                          | One Love                                            | 3:37     |  |
| 13.   | «Mad Hatter»       | Martínez · Dussolliet · Bryan Fryzel · Aaron Kleinstub                   | Bryan «Frequency» Fryzel · Aaron «Aalias» Kleinstub | 3:21     |  |
| 46:38 |                    |                                                                          |                                                     |          |  |

| Cry Baby — Edición de lujo digital |              |                                     |                    |          |  |
| N.º                                | Título       | Escritor(es)                        | Productor(es)      | Duración |  |
| 14.                                | «Play Date»  | Martínez · Jennifer Decilveo        | Keenan · Decilveo* | 2:59     |  |
| 15.                                | «Teddy Bear» | Martínez · Phoebe Ryan · Félix Snow | Snow               | 4:05     |  |
| 16.                                | «Cake»       | Martínez · Baran · DioGuardi        | Baran              | 3:19     |  |
| 56:01                              |              |                                     |                    |          |  |

| Cry Baby's Extra Clutter |                   |                                     |                          |          |  |
| N.º                      | Título            | Escritor(es)                        | Productor(es)            | Duración |  |
| 1.                       | «Play Date»       | Martínez · Decilveo                 | Keenan · Decilveo*       | 2:59     |  |
| 2.                       | «Teddy Bear»      | Martínez · Ryan · Snow              | Snow                     | 4:05     |  |
| 3.                       | «Cake»            | Martínez · Baran · DioGuardi        | Baran                    | 3:19     |  |
| 4.                       | «Gingerbread Man» | Martínez · Keenan · Jeremy McArthur | Keenan · Arthur McArthur | 3:19     |  |
| 13:51                    |                   |                                     |                          |          |  |

## Posicionamiento en listas y certificaciones
| País (Lista 2015-2016)                  | Mejor posición |
| --------------------------------------- | -------------- |
| Argentina                               | 7              |
| Australia                               | 27             |
| Bélgica (Flamenca)                      | 77             |
| Bélgica (Valona)                        | 149            |
| Canadá                                  | 10             |
| Escocia                                 | 40             |
| España                                  | 6              |
| Estados Unidos (Billboard 200)          | 6              |
| Estados Unidos (Digital Albums)         | 4              |
| Estados Unidos (Top Alternative Albums) | 1              |
| Estados Unidos (Vinyl Albums)           | 10             |
| Estados Unidos (Tastemaker Albums)      | 9              |
| Estados Unidos (Top Álbum Sales)        | 5              |
| Finlandia                               | 36             |
| Irlanda                                 | 41             |
| Italia                                  | 18             |
| México                                  | 30             |
| Nueva Zelanda                           | 21             |
| Países Bajos                            | 65             |
| Portugal                                | 23             |
| Reino Unido                             | 32             |

| País (Lista 2016)              | Posición |
| ------------------------------ | -------- |
| Estados Unidos (Billboard 200) | 44       |
| México                         | 76       |
| País (Lista 2017)              | Posición |
| Estados Unidos (Billboard 200) | 87       |

| Territorio     | Organismo certificador | Certificación | Ventas certificadas | Ref.   |
| -------------- | ---------------------- | ------------- | ------------------- | ------ |
| Canadá         | MC                     | Platino       | 80 000              | [ 43 ] |
| Estados Unidos | RIAA                   | 2x Platino    | 2 000               | [ 44 ] |
| México         | AMPROFON               | Oro           | 30 000              | [ 45 ] |
| Reino Unido    | BPI                    | Oro           | 100 000             | [ 46 ] |

### Sucesión en listas
| Predecesor: Another One de Mac DeMarco | Top Alternative Albums — Álbum número 1 5 de septiembre de 2015 — 12 de septiembre de 2015 | Sucesor: Immortalized de Disturbed |

## Créditos y personal

### Créditos por canción
- Fuente: Notas de Cry Baby y Allmusic.[14][47]

## Historial de lanzamientos
Cry Baby fue publicado de forma digital en todo el mundo el 14 de agosto de 2015; mientras que ese mismo día estuvo disponible en ambos formatos en algunos países. A partir del 28 de ese mismo mes, el CD empezó a ser comercializado en diversos territorios comenzando con Japón, y extendiéndose hasta el 2016 en naciones como México. En noviembre de 2015, Atlantic lanzó Cry Baby en disco de vinilo, y el año siguiente en casete.
| Territorio               | Fecha                    | Formato               | Ref.          |
| Cry Baby                 | Cry Baby                 | Cry Baby              | Cry Baby      |
| ------------------------ | ------------------------ | --------------------- | ------------- |
|                          | 14 de agosto de 2015     | Descarga digital      | [ 48 ] [ 32 ] |
| Estados Unidos           | 14 de agosto de 2015     | CD · descarga digital | [ 32 ]        |
| Reino Unido              | 14 de agosto de 2015     | CD · descarga digital | [ 49 ] [ 56 ] |
| Japón                    | 28 de agosto de 2015     | CD                    | [ 50 ]        |
| Canadá                   | 25 de septiembre de 2015 | CD                    | [ 51 ]        |
| Argentina                | 9 de octubre de 2015     | CD                    | [ 57 ]        |
| Alemania                 | 23 de octubre de 2015    | CD                    | [ 52 ]        |
| Brasil                   | 2 de noviembre de 2015   | CD                    | [ 58 ]        |
| Estados Unidos           | 27 de noviembre de 2015  | Vinilo                | [ 54 ]        |
| Estados Unidos           | 2016                     | Casete                | [ 55 ]        |
| Cry Baby's Extra Clutter |                          |                       |               |
|                          | 25 de noviembre de 2016  | Vinilo                | [ 33 ]        |